# Didier Cohen
Pour les articles homonymes, voir Cohen.
Œuvres principales
Qui vous parle de mourir ?
Rhapsodie en Jaune
La Petite Absente
Didier Cohen, né le 1er mars 1952 à Paris, est un écrivain, scénariste de télévision et photographe français.

## Biographie
Il a créé pour France 2 les séries L'Instit, SOS 18 et La Cour des grands.
Il est également l'auteur de plusieurs téléfilms unitaires : La Maison vide, La Place du père, Fugue en Ré, Suite en Ré, Le Monde de Yoyo.
Ancien enseignant, auteur de romans noirs (Qui vous parle de mourir ? et Rhapsodie en jaune publiés à la Série noire Gallimard), il s'est tourné ensuite vers le roman classique avec La Petite Absente (Flammarion, 2000) qu'il adaptera pour la télévision.
Il a aussi écrit des livres pour la jeunesse (Graine de championne chez Hachette, Tchao Grumeau et Pour une poignée de chamallows chez Syros).
Elu au Conseil d'Administration de la SACD comme représentant des scénaristes de télévision entre 2006 et 2009.
Elu au Conseil d'Administration de la MACD (Mutuelle des Auteurs) de 2012 à 2022.
Il est également photographe-portraitiste et expose régulièrement ses œuvres à Paris et en province.
Nommé le 4 janvier 2010 chevalier des Arts et des Lettres, il en reçoit officiellement les insignes à la SACD le 10 mai 2010. La décoration lui est remise par Pierre Grimblat.

## Distinctions
- Chevalier de l'ordre des Arts et des Lettres (2010)

## Récompenses
- 1993 : Nomination au Sept d'Or du Meilleur Auteur de Fiction pour la série L'Instit.
- 2000 : Trophée du Film Français pour Fugue en Ré (Meilleure audience de l'année)
- 2001 : Prix du Public pour La Petite Absente au Festival de la Fiction TV de Luchon.
- 2003 : Meilleur scénario pour Le Monde de Yoyo au Festival de la fiction TV de Saint-Tropez[2]